# 井伊恭子
井伊 恭子（いい やすこ、1979年8月6日 - ）は、東京都出身のフリーアナウンサー。ラジオななおの元アナウンサー。タイムリーオフィス所属。

## 来歴・人物
東洋大学および東京アナウンスアカデミー卒業。特技は手話。趣味はスポーツ観戦。

## 出演番組

### 過去の出演番組
- 七尾もしもし探検隊 （ラジオななお）
- 七尾シーサイドイブニング （ラジオななお）
- きぬた敏郎の酔ってかんかいね、酔ってきまっし （ラジオななお）
- あなたへモーニングコール （TBSラジオ、2007年4月 - 2013年3月）